# 津守駅
津守駅（つもりえき）は、大阪府大阪市西成区津守一丁目にある、南海電気鉄道高野線（汐見橋線）の駅。駅番号はNK06-2。

## 歴史
- 1913年（大正2年）2月21日：高野登山鉄道の木津川 - 阿部野（現・岸里玉出）間に仮駅として設置。
- 1915年（大正4年）4月30日：社名変更により大阪高野鉄道の駅となる。
- 1916年（大正5年）3月27日：一般駅に格上げ。
- 1922年（大正11年）9月6日：会社合併により南海鉄道の駅となる。
- 1944年（昭和19年）6月1日：会社合併により近畿日本鉄道の駅となる。
- 1947年（昭和22年）6月1日：路線譲渡により南海電気鉄道の駅となる。

## 駅構造
相対式ホーム2面2線を有する地上駅であり、無人駅である。駅舎は汐見橋行きホームの岸里玉出寄りにあり、岸里玉出行きホームへ行く際には構内踏切を渡る必要がある。トイレは改札内の岸里玉出方面ホーム側にあり、男女共用の水洗式便所となっている。

### のりば
| のりば | 路線               | 方向 | 行先         |
| ------ | ------------------ | ---- | ------------ |
| 1      | 高野線（汐見橋線） | 下り | 岸里玉出方面 |
| 2      | 高野線（汐見橋線） | 上り | 汐見橋方面   |

付記事項
- 駅舎の少し北寄りにはホームに直接通じる階段が設置されているが、現在はホーム部分が柵で覆われているため、道路から直接ホームに向かうことはできない。

## 利用状況
2019年（令和元年）次の1日平均乗降人員は774人（乗車人員：387人、降車人員：387人）である。汐見橋線の駅（岸里玉出駅を含む）としては6駅中2位である。
近年の1日平均乗降・乗車人員の推移は以下のとおり。
| 年次   | 1日平均 乗降人員 | 1日平均 乗車人員 | 順位 | 出典          |
| ------ | ---------------- | ---------------- | ---- | ------------- |
| 2000年 | 928              | 454              |      | [ 大阪府 1 ]  |
| 2001年 | 861              | 417              |      | [ 大阪府 2 ]  |
| 2002年 | 834              | 401              |      | [ 大阪府 3 ]  |
| 2003年 | 810              | 381              |      | [ 大阪府 4 ]  |
| 2004年 | 733              | 345              |      | [ 大阪府 5 ]  |
| 2005年 | 715              | 333              |      | [ 大阪府 6 ]  |
| 2006年 | 677              | 316              |      | [ 大阪府 7 ]  |
| 2007年 | 600              | 279              | 82位 | [ 大阪府 8 ]  |
| 2008年 | 586              | 271              |      | [ 大阪府 9 ]  |
| 2009年 | 632              | 295              |      | [ 大阪府 10 ] |
| 2010年 | 678              | 318              |      | [ 大阪府 11 ] |
| 2011年 | 617              | 289              |      | [ 大阪府 12 ] |
| 2012年 | 600              | 283              | 82位 | [ 大阪府 13 ] |
| 2013年 | 572              | 270              | 81位 | [ 大阪府 14 ] |
| 2014年 | 618              | 297              | 81位 | [ 大阪府 15 ] |
| 2015年 | 709              | 342              | 79位 | [ 大阪府 16 ] |
| 2016年 | 725              | 352              | 77位 | [ 大阪府 17 ] |
| 2017年 | 746              | 367              | 76位 | [ 大阪府 18 ] |
| 2018年 | 717              | 357              | 75位 | [ 大阪府 19 ] |
| 2019年 | 774              | 387              | 75位 | [ 大阪府 20 ] |

## 駅周辺
1908年11月から1952年4月まで当駅西側に大日本紡績（現・ユニチカ）津守工場があった（1909年3月操業開始、1951年6月閉鎖）。工場の最寄り駅として設置された側面のある当駅を数多くの工員が利用し、工場の関連施設や商店なども建ち並び、駅前は現在では考えられないほど賑わっていた。少し歩くと阪堺電鉄（後の大阪市電三宝線）の鶴見橋通駅（現・大阪シティバス鶴見橋通停留所）もあり、乗り換えができた。大日本紡績津守工場の跡地は大阪府立西成高等学校、西成公園、大阪市津守下水処理場の一部に転用されている。駅南の踏切を渡った先には津守商店街があり、鶴見橋商店街へ続いている。なお、鶴見橋商店街を経由してOsaka Metro四つ橋線の花園町駅へは徒歩15分程度、南海高野線の萩ノ茶屋駅へは徒歩20分程度で行くことが可能である。
公共施設
- 西成津守郵便局
- 大阪市津守下水処理場（つつじ一般公開）

教育・福祉
- 大阪市立北津守小学校
- 大阪市立松之宮小学校
- 大阪市立鶴見橋中学校
- 大阪府立西成高等学校
- 総合就労支援福祉施設 にしなりWing

社寺・公園
- 津守神社
- 極楽寺
- 法祐寺
- 西成公園

商業
- 津守商店街
- 鶴見橋商店街西口

企業
- ダイゾー木津川工場
- 池田冷蔵

交通
- 新なにわ筋（大阪府道29号大阪臨海線）
- 阪神高速道路15号堺線 津守出入口
- 落合上渡船場（落合上ノ渡）・落合下渡船場

### バス路線
最寄停留所は鶴見橋通となる。以下の路線が乗り入れ、大阪シティバスにより運行されている。
- 29号系統：なんば行 / 地下鉄住之江公園行

## 隣の駅
南海電気鉄道
 高野線（汐見橋線）
木津川駅 (NK06-3) - 津守駅 (NK06-2) - 西天下茶屋駅 (NK06-1)
- 括弧内は駅番号を示す。

### 利用状況
大阪府統計年鑑
1. ↑  大阪府統計年鑑（平成13年） (PDF)
2. ↑  大阪府統計年鑑（平成14年） (PDF)
3. ↑  大阪府統計年鑑（平成15年） (PDF)
4. ↑  大阪府統計年鑑（平成16年） (PDF)
5. ↑  大阪府統計年鑑（平成17年） (PDF)
6. ↑  大阪府統計年鑑（平成18年） (PDF)
7. ↑  大阪府統計年鑑（平成19年） (PDF)
8. ↑  大阪府統計年鑑（平成20年） (PDF)
9. ↑  大阪府統計年鑑（平成21年） (PDF)
10. ↑  大阪府統計年鑑（平成22年） (PDF)
11. ↑  大阪府統計年鑑（平成23年） (PDF)
12. ↑  大阪府統計年鑑（平成24年） (PDF)
13. ↑  大阪府統計年鑑（平成25年） (PDF)
14. ↑  大阪府統計年鑑（平成26年） (PDF)
15. ↑  大阪府統計年鑑（平成27年） (PDF)
16. ↑  大阪府統計年鑑（平成28年） (PDF)
17. ↑  大阪府統計年鑑（平成29年） (PDF)
18. ↑  大阪府統計年鑑（平成30年） (PDF)
19. ↑  大阪府統計年鑑（令和元年） (PDF)
20. ↑  大阪府統計年鑑（令和2年） (PDF)